# Рябикіна Мотрона Остапівна
Мотрона Остапівна Рябикіна (1903 — 1964, місто Жовті Води Дніпропетровської області) — українська радянська діячка, директор середньої школи імені Пушкіна селища Жовта Ріка Дніпропетровської області. Депутат Верховної Ради УРСР 3—4-го скликань.

## Біографія
Народилася у родині шахтаря. Закінчила двокласне училище.
Педагогічну діяльність розпочала у 1920 році вчителькою початкової школи села П'ятихатського району Катеринославської губернії. Працювала вихователькою Криворізького дитячого будинку.
У 1925 році закінчила Криворізький педагогічний технікум. Продовжувала працювати вчителькою у селищі Жовта Ріка П'ятихатського району Дніпропетровщини.
У 1935 році закінчила Запорізький педагогічний інститут.
У 1935—1941 роках — вчителька мови та літератури Жовторіцької середньої школи імені Пушкіна П'ятихатського району Дніпропетровської області.
Член ВКП(б) з 1940 року.
У 1941 році евакуйована в Казахську РСР, де працювала викладачем гірничо-механічного технікуму Алма-Атинської області. У 1944 році повернулася в Дніпропетровську область.
У 1944—1964 роках — директор середньої школи імені Пушкіна селища Жовта Ріка (тепер — міста Жовті Води) П'ятихатського району Дніпропетровської області.

## Нагороди
- ордени
- орден Знак Пошани
- медалі
- заслужена вчителька Української РСР (1949)